# جاك يان
جاك يان (بالإنجليزية: Jack Yan)‏ هو فيلسوف ومصمم نيوزيلندي، ولد في 1972 في كولون في الصين.

## وصلات خارجية
- الموقع الرسمي
- جاك يان على موقع IMDb (الإنجليزية)